# Mori Diane
Mori Diane, conosciuto anche come Morrie Diane (...), è un ex calciatore nigeriano.

## Carriera
Giunto negli Stati Uniti d'America dalla Nigeria, si forma calcisticamente nella selezione calcistica della Howard University di Washington sotto la guida di Lincoln Phillips.
Nella stagione 1974 viene ingaggiato dalla neonata franchigia NASL dei Washington Diplomats. Con i capitolini non riuscì a superare la fase a gironi del torneo. Con i Diplomats ha inoltre giocato nella North American Soccer League Indoor.
La stagione seguente viene ingaggiato dalla neonata franchigia NASL dei S.A. Thunder. Con i texani non riuscì a superare la fase a gironi del torneo. 